# كنوال ناصر
كنوال ناصر كانت صحفية باكستانية في شبكة تلفزيون باكستان، وقد تشرفت بكونها أول مذيعة ومقدمة أخبار باكستانية. قدمت أول ظهور لها لـ بي تي في في 26 نوفمبر 1964. ظهرت كنوال لأول مرة في وسائل الإعلام في سن 6 أو 7 سنوات على الراديو. عملت في مؤسسة التليفزيون الباكستانية الحكومية لما يقرب من 50 عامًا. في عام 2015 حصلت على وسام فخر الأداء من قبل رئيس باكستان. توفيت في 25 مارس 2021 في إسلام آباد، باكستان بعد مرض قصير. كانت تعمل على راديو إف إم قبل موتها.